# Charly Dörfel
Charly Dörfel, de son vrai nom Gert Dörfel,  est un footballeur allemand né le 18 septembre 1939 à Hambourg. Il évoluait au poste d'attaquant.

## Biographie

### Carrière en club
Il évolue pendant près de 13 saisons dans le club de sa ville natale le Hambourg SV,,.
Avec Hambourg, il est sacré Champion d'Allemagne en 1960, il remporte également la Coupe d'Allemagne en 1963,,.
Il inscrit un total de 107 buts en championnat avec Hambourg. Il marque notamment 16 buts lors de la saison 1962-1963 et 15 buts en 1963-1964. Le 31 août 1963, il se met en évidence en étant l'auteur d'un triplé lors de la réception du 1. FC Sarrebruck (victoire 4-2).
Au sein des compétitions continentales européennes, il dispute avec Hambourg sept matchs en Coupe d'Europe des clubs champions (trois buts), 10 matchs en Coupe des villes de foires (cinq buts), et 13 matchs en Coupe des coupes (trois buts).
Il est demi-finaliste de la Coupe des clubs champions européens en 1961, en étant battu par le FC Barcelone. Il est par la suite finaliste de la Coupe des vainqueurs de coupe en 1968. Le 15 septembre 1970, lors du 1er tour de la Coupe des villes de foires, il s'illustre en étant l'auteur d'un quadruplé fafe au club belge du KAA Gent (victoire 7-1),.
Lors de la saison 1972-1973, il joue en Afrique du Sud au sein du Highlands Park FC,.
En 1973, il revient en Allemagne jouer pour le HSV Barmbek-Uhlenhorst pendant une saison avant de revenir jouer au Highlands Park la saison suivante,,.
Il finit sa carrière au Canada lors d'une dernière saison 1976-1977 avec London City,,.

### Carrière en équipe nationale
International allemand, il reçoit 11 sélections en équipe d'Allemagne entre 1960 et 1964, pour 7 buts marqués.
Son premier match est disputé le 3 août 1960 en amical contre l'Islande (victoire 5-0 à Reykjavik). Il marque un doublé lors de cette rencontre.
Il joue deux matchs dans le cadre des qualifications pour la Coupe du monde 1962. Le 26 octobre 1960, il marque un doublé lors d'une victoire 4-3 à Belfast contre l'Irlande du Nord. Le 20 novembre 1960, lors d'un match contre la Grèce, il marque un but (victoire 3-0 à Athènes).
Son dernier match a lieu le 4 novembre 1964 dans le cadre des qualifications pour la Coupe du monde 1966 contre la Suède (match nul 1-1 à Berlin).

### Vie privée
Charly est le frère aîné de Bernd Dörfel également footballeur international.

## Palmarès
Hambourg SV
| - Championnat d'Allemagne (1) : - Champion : 1959-60. - Coupe d'Allemagne (1) : - Vainqueur : 1962-63. - Finaliste : 1966-67. |  | - Coupe des vainqueurs de coupe : - Finaliste : 1967-68. |